# 星鴉
星鴉（学名：Nucifraga caryocatactes）为鴉科星鴉屬下的一个种。牠的體型略大於松鴉，但喙更大，且頭部較為纖細，沒有冠羽。身體的羽毛主要為巧克力色，帶有明顯的白色斑點和條紋。翅膀和上尾幾乎是黑色，帶有綠藍色的光澤。
星鴉是目前公認的四種星鴉之一。南方星鴉（Nucifraga hemispila）和大斑星鴉（Nucifraga multipunctata）曾被認為是星鴉的亞種。這個物種複合群過去以英文名稱「斑點胡桃鉗鳥（spotted nutcracker）」為人所知。屬內的另一成員是北美星鴉（Nucifraga columbiana），分布於北美洲西部。

## 分類

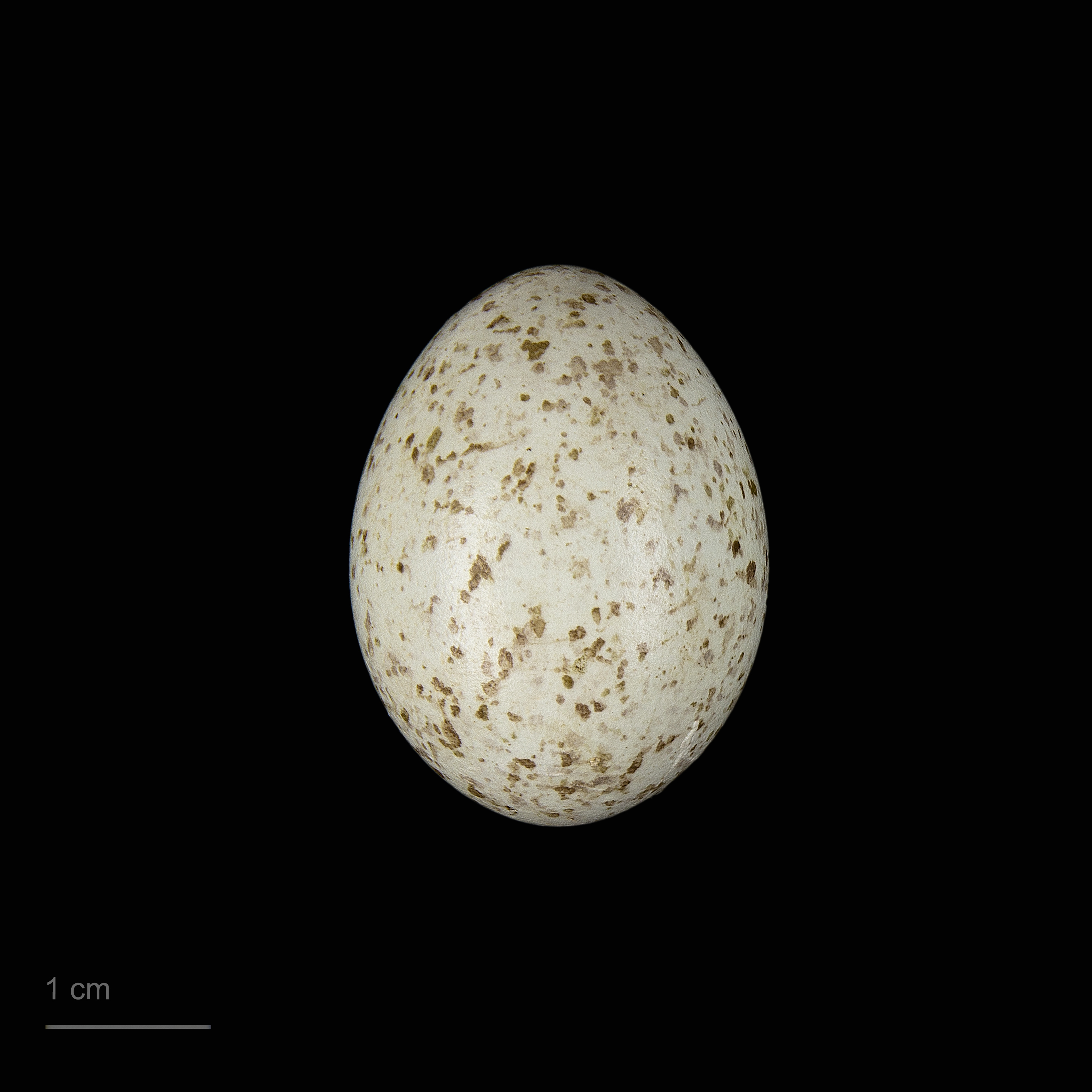
卵 Nucifraga caryocatactes caryocatactes

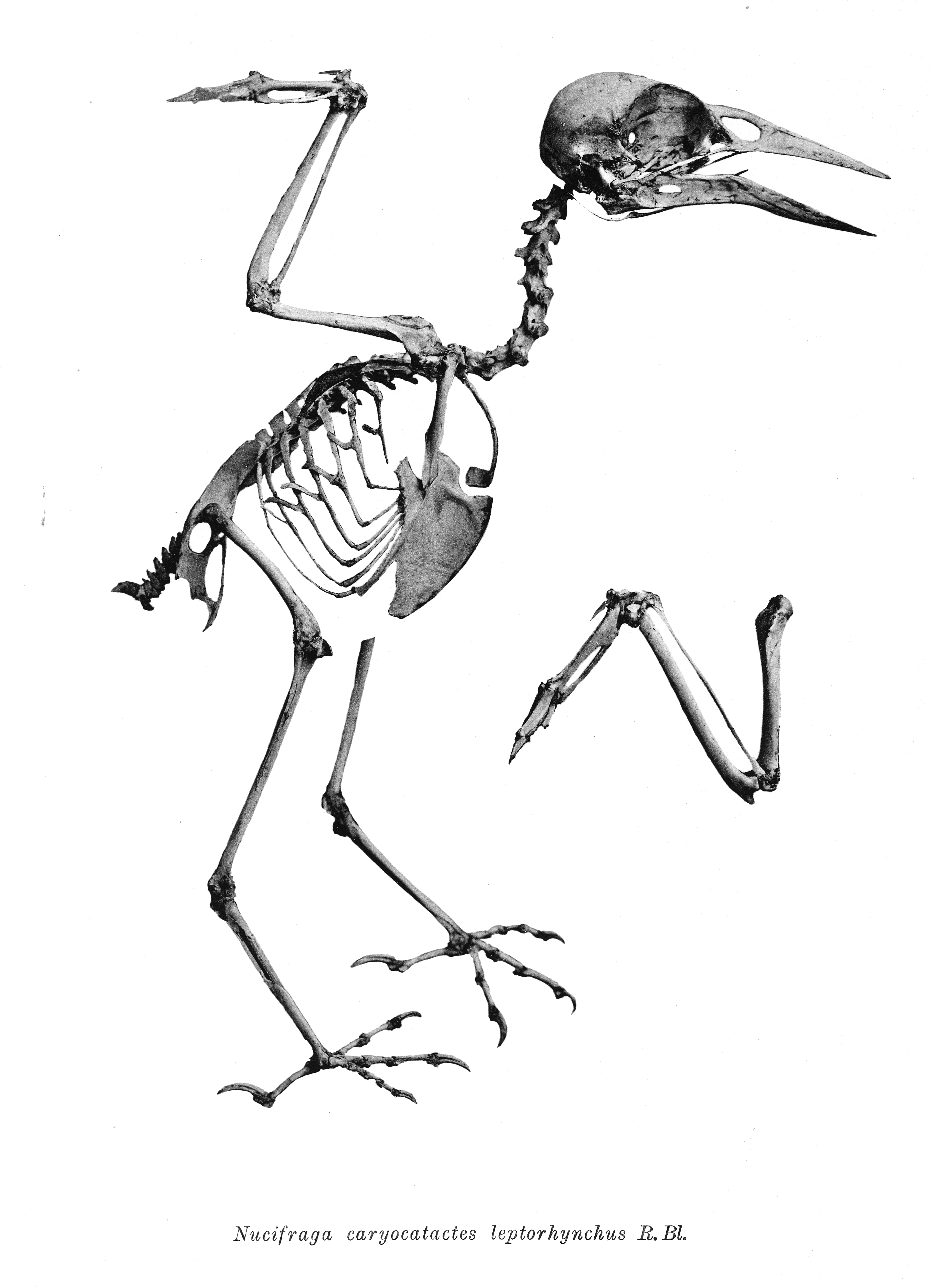
骨架

星鴉是卡爾·林奈在其1758年里程碑著作《自然系統》第十版 中首次描述的多個物種之一，且至今仍保有其原始名稱Nucifraga caryocatactes。 其學名是一種重複構詞；nucifraga是德文Nussbrecher的新拉丁語譯名，意為「破壞堅果者」，由拉丁語的nucis（堅果）和frangere（打碎）組成；而caryocatactes源自希臘語karuon（堅果）和kataseio（打碎）。 英文俗名nutcracker首次出現在1693年，當時是一本德國旅遊指南的譯文，此名稱是德文Nußknacker的直譯，該鳥直到1753年才在英國被記錄。 其他日耳曼語系語言中也有相關的名稱：丹麥語：nøddekrige；荷蘭語：notenkraker；挪威語：nøttekråke；瑞典語：nötkråka.

### 亞種
目前認可的四個亞種如下：
- N. c. caryocatactes（林奈，1758）– 歐洲
- 星鸦东北亚种 N. c. macrorhynchos（布雷姆，1823）– 烏拉山脈至東西伯利亞及中國東北。在中國，分布于东北、河北等地，一般生活于海拔1000m 以上的原始森林中。[9]
- 星鸦新疆亚种 N. c. rothschildi（哈特特，1903）– 哈薩克斯坦至中國西北新疆等地。该物种的模式产地在亚洲中部。[10]
- N. c. japonica（哈特特，1897）– 千島群島及日本北部

未認可亞種
- 星鸦西藏亚种（学名：Nucifraga caryocatactes hemispila）。分布于克什米尔、尼泊尔以及中國的西藏等地，多栖息于针阔混交林和针叶林。该物种的模式产地在喜马拉雅山脉地区。[11]
- 星鸦华北亚种（学名：Nucifraga caryocatactes interdicta）。在中國，分布于东北、河北、山西、河南等地。该物种的模式产地在河北东陵。[12]
- 星鸦西南亚种（学名：Nucifraga caryocatactes macella）。分布于尼泊尔、缅甸以及中國的甘肃、宁夏、陕西、山西、湖北、四川、云南、西藏等地。该物种的模式产地在湖北兴山。[13]
- 星鸦台湾亚种（学名：Nucifraga caryocatactes owstoni），臺灣本島特有亞種。[14]
- 星鸦云南亚种（学名：Nucifraga caryocatactes yunnanensis）。在中國，分布于云南等地。该物种的模式产地在云南。[15]

## 外形描述

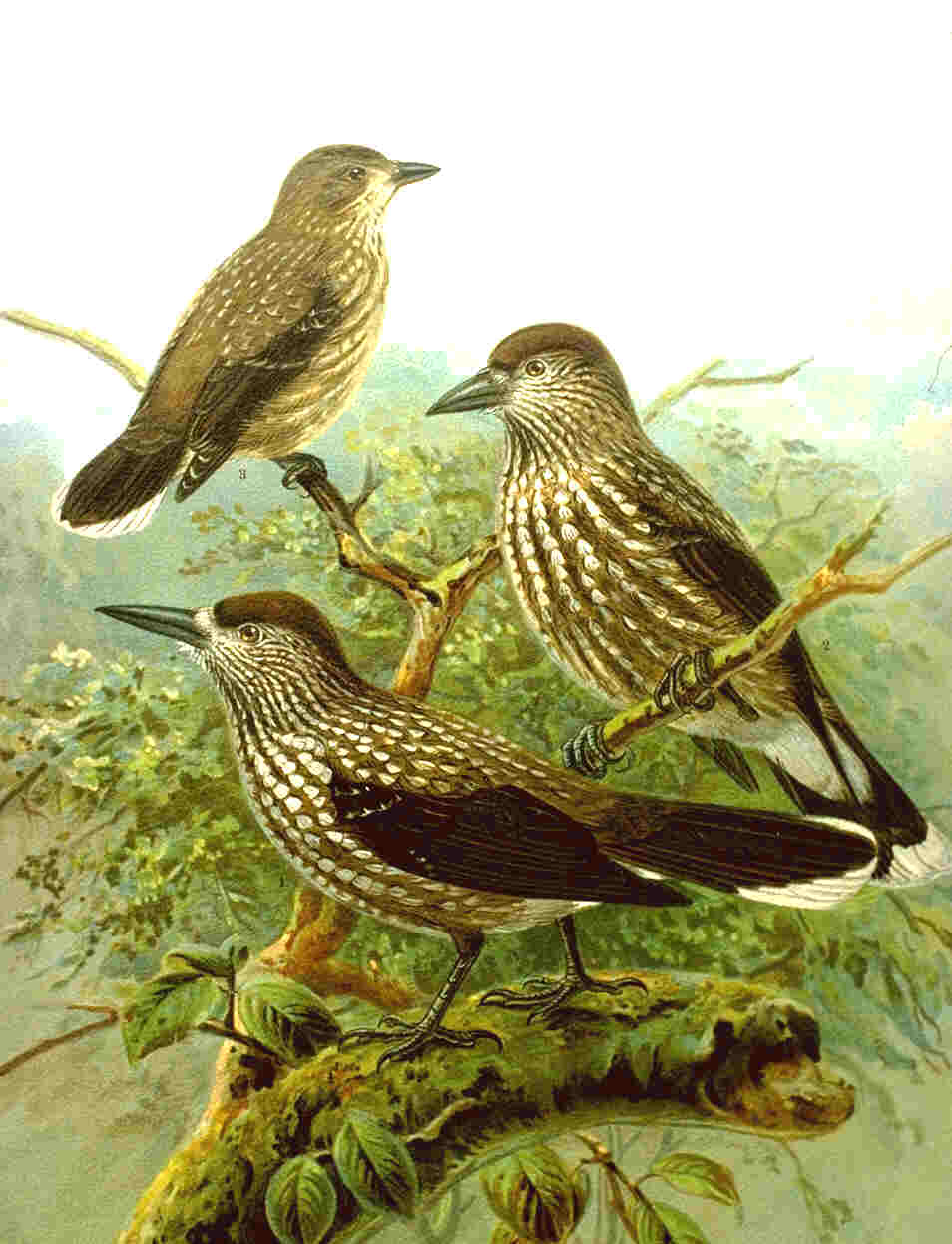

星鴉是一種深棕色、寬翅膀、短尾的鴉科鳥類。身體羽毛呈中至深的巧克力色，面部、頸部、背部及腹部布滿白色斑點。牠有一個大的白色頰斑，白色眼圈，黑褐色的頭頂延伸到頸背，暗黑色的翅膀帶有綠藍色光澤，全白的肛部，及上尾的白色尾角，尾下有一條白色終帶。飛行時，寬大的翅膀、白色肛部及短尾特別明顯；飛行方式為起伏飛行。黑色喙細長且尖銳，喙的大小因不同亞種而異。虹膜、腿部及腳爪為黑色。
胡桃鉗鳥的體長為32–38 厘米（從喙尖至尾尖），翼展則為49–53 厘米。星鴉的平均體重约为177.6公克。
其叫聲類似於松鴉，響亮且粗糙，常描述為kraak-kraak-kraak-kraak。

## 行為

### 覓食

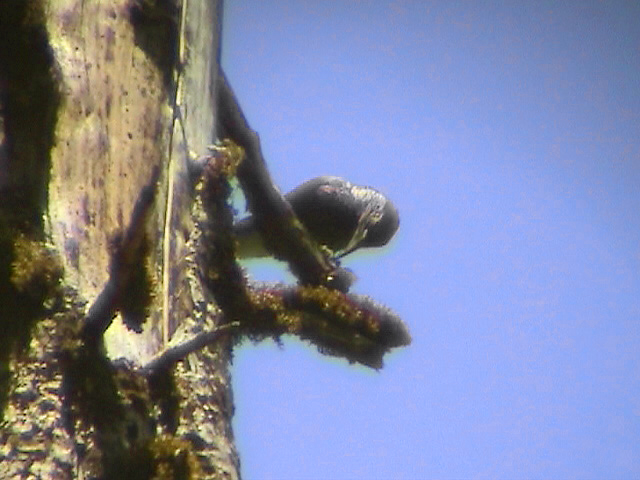
在北阿坎德邦西部，印度

此物種最重要的食物來源是各種松樹（Pinus屬）的種子（松子），主要是冷氣候（極北和高海拔地區）的大種子白松（Pinus亞屬Strobus）物種：華山松（P. armandii）、白皮松（P. bungeana）、瑞士五葉松（P. cembra）、西藏白皮松（P. gerardiana）、紅松（P. koraiensis）、日本五針松（P. parviflora）、馬其頓松（P. peuce）、偃松（P. pumila）、新疆五針松（P. sibirica）以及喬松（P. wallichiana）。在某些地區，當這些松樹不存在時，雲杉(雲杉屬）的種子和榛樹的榛子（榛屬）也是其重要的食物來源。那些以榛子為食的變種擁有較厚的喙，用於敲碎堅硬的外殼，喙基部邊緣還有一道特殊的脊。如果外殼過於堅硬，牠會用腳夾住堅果，並用喙像鑿子一樣敲打它。
星鴉的舌頭具有特殊適應性。舌尖分叉，有兩個長而尖的附屬物，其角質化表面類似於指甲，這被認為有助於牠們處理和剝開針葉樹的種子。
過剩的種子一般儲存起來以備後用，這種鳥類也是幫助其喜愛的松樹重新播種的主要推動力，包含瑞士五葉松（Pinus cembra）在內的許多松樹，在中歐阿爾卑斯山區曾被人類砍伐過，正是這種鳥類幫助這些松樹在大範圍內重新生長。
此外，牠們還會捕食各種昆蟲，以及小型鳥類、牠們的蛋和雛鳥、小型哺乳動物和腐肉，例如車禍死的動物。牠們非常熱衷於挖掘熊蜂和黃蜂的巢穴，以獲取幼蟲。

### 繁殖

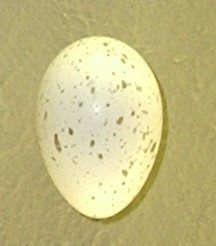
星鴉的蛋

星鴉伴侶終生相隨，牠們的領地通常擴展到20到30英畝。此物種的繁殖一般提早進行，這是為了最好地利用前一年的秋天儲存的松子。巢穴通常建在高大的針葉樹上（有時也會使用闊葉樹），且大多位於朝陽的一側。每次通常產下2到4顆蛋，並孵化約18天。雌雄共同餵養雛鳥，雛鳥通常在約23天後羽翼豐滿，並跟隨雙親數月之久，學習在嚴苛環境下生存所必需的食物儲藏技巧。

## 分佈
星鴉的分佈範圍廣泛，從斯堪地那維亞橫跨北歐、西伯利亞直至東亞，包括日本，棲息於北方廣闊的針葉林泰加林。
另外有三個分散的族群位於更南方的山區針葉林，其中一個分佈在中歐和東南歐的山脈（包括阿爾卑斯山、喀爾巴阡山脈和巴爾幹半島的山區）；另一個分佈在西部喜馬拉雅山脈；第三個則位於中國西部的沿海地區，與北方族群之間僅隔著中國北部中間的一小段區域。請參閱上述亞種列表了解各族群的分佈範圍。部分族群可以依據喙的大小來區分。
此物種的分佈範圍極大，全球延伸超過10,000,000平方公里。此外，其全球族群數量龐大，僅在歐洲的估計數量就約在800,000至1,700,000隻之間。
分布的國家包括黑山、克罗地亚、日本、土耳其、波斯尼亚和黑塞哥维那、立陶宛、伊朗、缅甸、白俄罗斯、西班牙、列支敦士登、塞尔维亚、北馬其頓、保加利亚、蒙古国、卢森堡、中國、奥地利、德国、丹麦、斯洛伐克、巴基斯坦、叙利亚、英国、法国、乌克兰、瑞典、匈牙利、捷克共和国、不丹、斯洛文尼亚、印度、芬兰、台湾、韩国、瑞士、尼泊尔、罗马尼亚、希腊、阿富汗、拉脱维亚、吉尔吉斯斯坦、波兰、阿尔巴尼亚、爱沙尼亚、荷兰、挪威、比利时、哈萨克斯坦、俄罗斯、葡萄牙、意大利和朝鲜。全球活动范围约为17,800,000平方千米。该物种的保护状况被评为无危。
星鴉並非候鳥，但在松果歉收導致食物短缺時，牠們會出現大規模的爆發性遷徙，喙較細的東方亞種macrorhynchos尤為容易出現這種行為。英國偶爾有迷鳥記錄，但在1968年，有超過300隻星鴉造訪英國，這是更大規模的遷徙潮的一部分，可能是由於西伯利亞的早期寒流所致。

## 棲地
棲息地包括温带森林、城市、亚热带或热带的湿润山地林和寒带森林，多棲息於針葉林带。该物种的模式產地在瑞典。

## 扩展阅读
- 星鸦的图片 （页面存档备份，存于）